# カザフスタン国家保安委員会国境庁
カザフスタン国家保安委員会国境庁（カザフスタンこっかほあんいいんかいこっきょうちょう）とは、カザフスタン共和国の国境警備を管掌する機関、軍事組織。カザフスタン国家保安委員会の部署。

## 歴史
1992年8月18日、中国・アフガニスタンとの国境を警備していた旧ソ連国境軍東部国境管区を改組し、カザフスタン国家保安委員会国境軍創設。
1995年、国境軍は、独自機関の国家国境警備委員会に改組された。1997年3月4日、国家国境警備委員会は解散され、カザフスタン共和国軍内の国境警備軍に編入された。
1999年12月10日、国境警備軍は国軍から分離され、国家保安委員会国境庁に改組された。

## 機構
国境庁は、4地域局を有する。
- 「シュイグィス」（東部）
- 「バトィス」（西部）
- 「オントゥスチク」（南部）
- 「ソルトゥスチク」（北部）

### 建制
カザフスタンの国境警備は、旧ソ連国境軍に倣い、軍事的アプローチを採用している。
- 国境支隊 - 連隊級
- 国境警備司令部 - 大隊級
- 国境前哨 - 中隊級

### 特殊部隊
国境庁は、以下の特殊部隊を有する。
「ボラン」（雪嵐）空中襲撃機動群は、国境庁長官直轄部隊で、アルマトイ周辺に駐屯する。2000年1月創設。隊員は、全員志願兵（契約兵）から充足される。戦時には、偵察、破壊工作、対破壊工作、重要施設の警備にも従事する。
「アルラン」空中襲撃機動群（軍部隊2022）は、南部地域局に所属する。2002年創設。隊員は、全員志願兵（契約兵）から充足される。淡緑色のベレー帽を着用する。
マングィスタウ国境支隊緊急対応作戦支隊は、西部地域局に所属する。
「アク・バルィス」（白豹）パラシュート降下前哨（軍部隊2021）は、国境庁長官直轄部隊で、アルマトイ周辺の国境庁の航空基地に駐屯する。